# Ringvejen (Regstrup)
|  | Denne artikel beskriver en fremtidig begivenhed Denne artikel eller sektion handler om planlagt eller forventet fremtidig begivenhed. Der kan forekomme spekulativ information, og indholdet kan ændres dramatisk når begivenheden nærmer sig og mere information bliver tilgængelig. |

 For alternative betydninger, se Ringvejen. (Se også artikler, som begynder med Ringvejen)
Ringvejen  er en planlagt to sporet ringvej der skal gå øst om Regstrup.
Vejen skal være med til at lede trafikken øst om Regstrup og ud til Kalundborgmotorvejen primærrute 23, så byen ikke bliver belastet af så meget gennemkørende trafik.
Vejen vil forbinder Nørrerupvej i nord med Ringvej Syd i syd, og passerer Holløsevej og Gl. Skovvej og ender i Ringvej Syd der har forbindelse ud til Kalundborgmotorvejen.